# Antoine-Frédéric Ozanam
Antoine-Frédéric Ozanam (ur. 23 kwietnia 1813 w Mediolanie, zm. 8 września 1853 w Marsylii) – francuski historyk literatury i filozofii, katolicki działacz społeczny, błogosławiony Kościoła katolickiego.

## Życiorys
Był synem oficera. Pobierał nauki w Lyonie. W broszurze Réflexions sur la doctrine de Saint-Simon bronił chrześcijaństwa przed racjonalizmem ówczesnych socjalistów. Studiował prawo i literaturę na Sorbonie. Po uzyskaniu doktoratu z prawa (1836) przeniósł się do Lyonu (1837), gdzie prowadził wykłady z prawa handlowego. W 1839 uzyskał doktorat z filozofii i w tym samym roku został profesorem nadzwyczajnym literatury obcej na Sorbonie (od 1844 - profesor zwyczajny). Jego żoną była córka rektora uniwersytetu w Lyonie. 
Współzałożyciel czasopisma „Ere Nouvelle” (1848). Uważał, że należy poprawić warunki życiowe w kraju przez likwidację ubóstwa nie tylko w wymiarze materialnym, ale też duchowym i obyczajowym. Dlatego widział konieczność zmiany ustawodawstwa państwowego, które miało regulować kwestie pracy i ubezpieczeń społecznych. Jako osoba głęboko religijna widział konieczności zmian we francuskim kościele, który był zbyt oddalony od ludzi. Na jego religijność miała wpływ postać św. Franciszka. W swej religijności widział konieczność praktycznego zastosowania wskazań Ewangelii. Wraz z grupą przyjaciół 23 kwietnia 1833 założył „Stowarzyszenie Miłości”, które przekształciło się w Stowarzyszenie Wincentego a Paulo (św. Wincenty był działaczem charytatywnym żyjącym na przełomie XVI i XVII wieku). Celem stowarzyszenia stało się pójście do ubogich w duchu służby i dzielenia się; poszukiwanie życia duchowego, refleksja społeczna i konkretne zaangażowanie. Współcześnie jest to jedna z największych organizacji charytatywnych na świecie.

## Główne prace
- Réflexions sur la doctrine de Saint-Simon (1831)
- Dante et la philosophie catholique au treizieme siècle (1847)
- La civilisation chrétienne chez les Francs (1849)
- Un pèlerinage au pays du Cid (1852)

## Kult
Beatyfikowany został 22 sierpnia 1997 roku przez Jana Pawła II.
Jego wspomnienie liturgiczne wyznaczono na 9 września. Można również spotkać dzień 8 września.